# Alpen Cup w kombinacji norweskiej 2019/2020
Alpen Cup w kombinacji norweskiej 2019/2020 to kolejna edycja tego cyklu zawodów. Rywalizacja rozpoczęła się 14 września 2019 r. w niemieckim Winterbergu, a zakończyła 23 lutego 2020 r. w austriackim Villach. Zawody były rozgrywane w Niemczech, Włoszech, Austrii i Słowenii.
Tytułu z poprzedniej edycji bronił Austriak Max Teeling. W tym sezonie najlepszy okazał się inny z austriackich dwuboistów – Fabio Obermeyr.

## Kalendarz i wyniki
| Lp. | Data             | Miejscowość   | Dystans                  | 1. miejsce                                                        | 2. miejsce                                                               | 3. miejsce                                                       |
| --- | ---------------- | ------------- | ------------------------ | ----------------------------------------------------------------- | ------------------------------------------------------------------------ | ---------------------------------------------------------------- |
| 1.  | 14 września 2019 | Winterberg    | Gundersen HS87/10 km     | Stefan Rettenegger                                                | Nick Siegemund                                                           | Mattéo Baud                                                      |
| 2.  | 15 września 2019 | Winterberg    | Gundersen HS87/5 km      | Stefan Rettenegger                                                | Lenard Kersting                                                          | Mattéo Baud                                                      |
| 3.  | 21 września 2019 | Val di Fiemme | Start masowy HS106/10 km | Nick Siegemund                                                    | Florian Kolb                                                             | Thomas Rettenegger                                               |
| 4.  | 22 września 2019 | Val di Fiemme | Gundersen HS106/5 km     | Stefan Rettenegger                                                | Thomas Rettenegger                                                       | Florian Kolb                                                     |
| 5.  | 21 grudnia 2019  | Seefeld       | Gundersen HS109/10 km    | Fabio Obermeyr                                                    | Manuel Einkemmer                                                         | Marco Heinis                                                     |
| 6.  | 22 grudnia 2019  | Seefeld       | Gundersen HS109/5 km     | Manuel Einkemmer                                                  | Fabian Hafner                                                            | Samuel Lev                                                       |
| 7.  | 11 stycznia 2020 | Schonach      | Gundersen HS106/10 km    | Odwołano                                                          | Odwołano                                                                 | Odwołano                                                         |
| 8.  | 12 stycznia 2020 | Schonach      | Gundersen HS106/5 km     | Odwołano                                                          | Odwołano                                                                 | Odwołano                                                         |
| 9.  | 25 stycznia 2020 | Oberhof       | Gundersen HS106/10 km    | Stefan Rettenegger                                                | Fabio Obermeyr                                                           | Severin Reiter                                                   |
| 10. | 26 stycznia 2020 | Oberhof       | Gundersen HS106/5 km     | Domenico Mariotti                                                 | Mattéo Baud                                                              | Luis Lehnert                                                     |
| 11. | 8 lutego 2020    | Planica       | Gundersen HS102/10 km    | Fabio Obermeyr                                                    | Domenico Mariotti                                                        | Ožbej Jelen                                                      |
| 12. | 9 lutego 2020    | Planica       | Gundersen HS102/5 km     | Ožbej Jelen                                                       | Domenico Mariotti                                                        | Fabian Hafner                                                    |
| 13. | 22 lutego 2020   | Villach       | Gundersen HS98/6 km      | Samuel Lev                                                        | Iacopo Bortolas                                                          | Marco Heinis                                                     |
| 14. | 23 lutego 2020   | Villach       | HS98/4x4 km              | Austria Nico Rathgeb · Nicolas Pfandl · Samuel Lev · Paul Walcher | Niemcy David Brückl · Pepe Schula · Hannes Gehring · Tristan Sommerfeldt | Czechy Jiří Konvalinka · Radim Sudek · Lukáš Doležal · Ján Šimek |
| 15. | 14 marca 2020    | Eisenerz      | Gundersen HS109/10 km    | Odwołano                                                          | Odwołano                                                                 | Odwołano                                                         |
| 16. | 15 marca 2020    | Eisenerz      | Gundersen HS109/5 km     | Odwołano                                                          | Odwołano                                                                 | Odwołano                                                         |

## Klasyfikacja generalna
| M.  | Zawodnik           | Punkty |
| --- | ------------------ | ------ |
| 1.  | Fabio Obermeyr     | 531    |
| 2.  | Stefan Rettenegger | 450    |
| 3.  | Domenico Mariotti  | 382    |
| 4.  | Mattéo Baud        | 346    |
| 5.  | Lenard Kersting    | 319    |
| 6.  | Florian Kolb       | 318    |
| 7.  | Ožbej Jelen        | 285    |
| 8.  | Nick Siegmund      | 283    |
| 9.  | Severin Reiter     | 272    |
| 10. | Fabian Hafner      | 246    |